# ماتیاس موریتس
ماتیاس موریتس (انگلیسی: Mathias Moritz؛ زادهٔ ۲۱ فوریهٔ ۱۹۸۸) بازیکن فوتبال اهل آلمان است.
از باشگاه‌هایی که در آن بازی کرده‌است می‌توان به باشگاه فوتبال کارلسروهه اشاره کرد.